# Lotte Rosenbusch

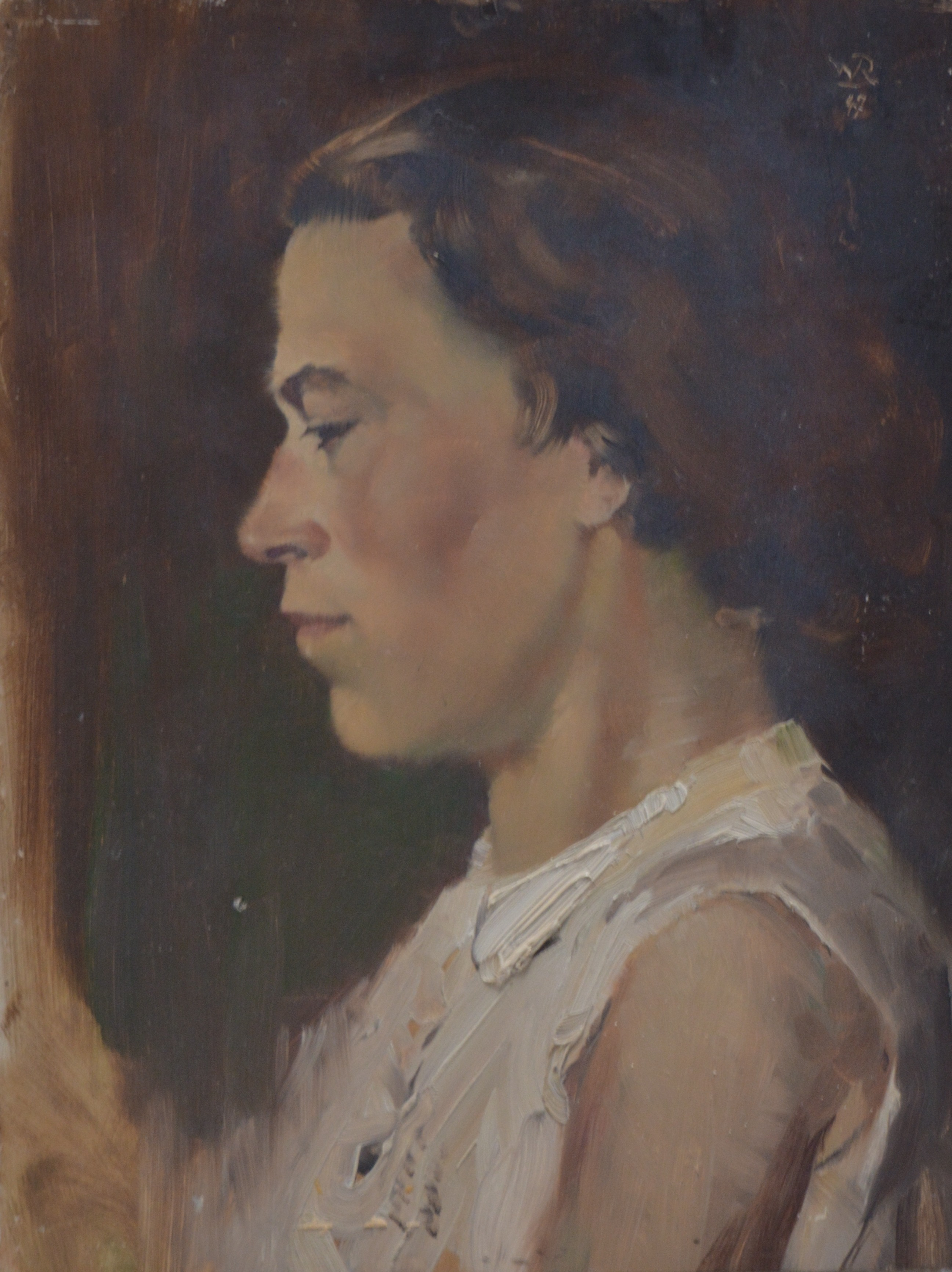
Werner Rosenbusch, Porträt von Lotte, 1947

Lotte Elisabeth Rosenbusch, geb. Walz (* 1. September 1924 in Tübingen; † 13. November 2010 in Ulm) war eine deutsche Malerin und Restauratorin. Sie hat sich mit der Restaurierung des „Dockenkastens“ aus dem Ulmer Museum mit Figuren aus dem 18. Jahrhundert einen Namen gemacht.

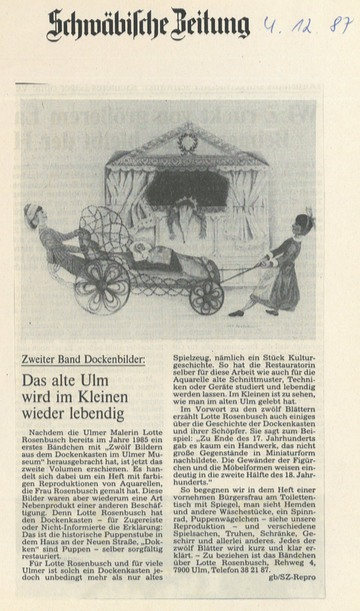
Zeitungsartikel aus der Schwäbischen Zeitung vom 4. Dezember 1987 anlässlich der Publikation des zweiten Bandes der Dockenkasten-Aquarelle

## Leben
Lotte Walz wurde in Tübingen geboren. Nach dem frühen Tod des Vaters zog sie 1933 mit der Mutter zu Verwandten nach Neu-Ulm.
Kriegsbedingt folgte 1945 ein Umzug ins nahe Kleinkötz bei Günzburg. Im gleichen Jahr traf sie ihren Schulkameraden, den Maler Werner Rosenbusch, wieder. Erste gemeinsame künstlerische Reisen folgten und sie heirateten 1949. An der Seite ihres Ehemannes kam Lotte in Kontakt mit Ulmer Künstlern, die sich in der Künstlergilde zusammenschlossen. Beide beteiligten sich an deren zahlreichen Ausstellungen.
Werner Rosenbusch erhielt 1954 ein Stipendium der Stadt Ulm für einen halbjährigen Aufenthalt in Italien. Das Ehepaar reiste gemeinsam; sie blieben zunächst ein Vierteljahr in Rom und bereisten danach das Land. Ligurien, Venedig, Umbrien wurden fast jährlich zum Ziel von Reisen. Daneben waren der Bodensee, die Wachau und Salzburg wichtige Orte der Inspiration für das Werk beider Künstler. 1962 wurde der Sohn Fabian geboren.
Ab Mitte der 1950er Jahre stellte Lotte Rosenbusch regelmäßig in Gruppenausstellungen oder gemeinsam mit ihrem Mann in Ulm und der näheren Umgebung aus. Höhepunkte waren zwei große Ulmer Einzelausstellungen 1969 und 1981.
Ab den 1970er Jahren machte sich Lotte Rosenbusch zudem einen Namen als Puppen- bzw. Puppenhausrestauratorin ebenso wie als Puppensammlerin. Der Dockenkasten aus dem Ulmer Museum wurde 1975 ins Wohnhaus der Rosenbuschs gebracht und bestimmte dort über eine längere Zeit Lotte Rosenbuschs Arbeit, sowohl als Restauratorin der Figuren und der Inneneinrichtung der verschiedenen Stuben als auch als Malerin. Es entstand eine Sammlung von Dockenkasten-Aquarellen, die das Inventar künstlerisch dokumentierten. Für die Ulmer Museumslandschaft ist der Dockenkasten und die künstlerische Verarbeitung durch Lotte Rosenbusch ein besonderer Schatz. „Der Wunsch, einzelne Gegenstände oder die Figuren aus ihrer größeren Umgebung zu lösen und sie in Bildern sichtbar zu machen, lag nahe. Vielleicht ist in ihnen etwas vom Zauber der Vorbilder eingefangen.“
Zur kunsthistorischen Einordnung von Lotte Rosenbuschs künstlerischen Ausdrucksformen gab die Laudatio von Helga Müller anlässlich der zweiten großen Einzelausstellung im Ulmer Museum Auskunft.
Lotte Rosenbusch starb am 13. November 2010 in Ulm.
Eine retrospektive Ausstellung zum künstlerischen Schaffen des Künstler-Ehepaars Lotte und Werner Rosenbusch konnte im September 2016 im Museum des Ulmer Stadtteils Söflingen realisiert werden, wo das Ehepaar seit den 1970er Jahren bis zu Lottes Tod gelebt hat.

## Ausstellungen

### Einzel- und Paar-Ausstellungen
- 1960: Holzschnitte und Tempera von Lotte und Werner Rosenbusch, Schwörhaus (Ulm)[6]
- 1969/70: Temperabilder, Ulmer Museum (EZ)[7]
- 2008: Paar-Weise, Doppelausstellung mit Werner Rosenbusch, Jörg-Syrlin-Haus, Ulm
- 2016: Lotte und Werner Rosenbusch – das Söflinger Künstlerpaar, Museum in der Klostermühle, Ulm-Söflingen[5]

### Gruppenausstellungen
- 1955: Esslingen, Rathaus, Gruppenausstellung: Junge Ulmer Künstler
- 1958: Ulm Städtisches Museum Ulm, 1. Ausstellung der Ulmer Aussteller-Gemeinschaft, darunter Anneliese Bilger-Geigenberger, Annemarie Hammer-Fleck, Gudrun Kneer-Zeller, Lotte Rössle, Lotte Walz (Rosenbusch), Walter Hammer, Joseph Kneer, Wilhelm Munz, Werner Rosenbusch[8]
- 1959: Ulm, Ulmer Museum, Gruppenausstellung: Ulmer Kunst 59
- 1960: Konstanz, Gruppenausstellung: Ulmer Aussteller-Gemeinschaft
- 1961: Ulm, Kunstverein Ulm im Ulmer Museum, Gruppenausstellung: Ulmer Kunst 61
- 1965: Schwäbisch Gmünd, Städtisches Museum, Doppelausstellung mit Werner Rosenbusch
- 1970: Ulm, Gruppenausstellung: Ulmer Ausstellungsgemeinschaft
- 1975: Ulm, Kunstverein im Schuhhaussaal, Gruppenausstellung der Ulmer Aussteller-Gemeinschaft[9]
- 1978: Wangen/Allgäu, Giebelgalerie, Gruppenausstellung
- 1982: Ulm Schuhhaus, Gruppenausstellung: Ulmer Kunst 82
- 1984: Ulm, Künstlerhaus Ulm, Gruppenausstellung ‚Himmel und Erde’, zusammen mit Werner Rosenbusch, Alfred Bradler und Marianne Mostert (Anmerkung: siehe Zeitungsartikel in der Süddeutschen Zeitung vom 12. Oktober 1984)
- 1988: Langenau, Pfleghof der Stadt Langenau: Vivat. Mein Kind. Für ein interessiertes Publikum ausgesucht Liebenswertes aus alten Kinderstuben. Merkwürdiges aus dem Salon, vermehrt und ergänzt durch Bilder von Lotte Rosenbusch
- 1989: Ulm, Kornhauskeller, Gruppenausstellung: ‚Vier Ulmer Maler’ (Werner Rosenbusch, Lotte Rosenbusch, Lisa Bayer-Jatzlau, Heinz-Dieter Zimmermann)
- 1993: Ulm, Ulmer Museum: Bürgerliche Idylle. Ulmer Puppenstuben, besondere Ausstellung mit dem restaurierten Ulmer Dockenkasten

## Veröffentlichungen
- Grafik für das Ausstellungsplakat der Ausstellung. Originalgraphik aus fünf Jahrhunderten im Ulmer Kornhaus 3.–11. Oktober 1970.
- 12 Bilder aus dem Dockenkasten im Ulmer Museum, 1. Folge. Ulm, Herbst 1985, Auflage 1000, nummeriert, handsigniert, Selbstverlag.
- 12 Bilder aus dem Dockenkasten im Ulmer Museum, 2. Folge. Herbst 1987, Auflage 500, nummeriert, handsigniert, Selbstverlag.
- Elsbet Zumsteg-Brügel, Die Tonfiguren der Hafnerfamilie Rommel: Miniaturen zur Kulturgeschichte an der Wende vom 18. zum 19. Jahrhundert, Zeichnungen: Lotte Rosenbusch, Süddeutsche Verlagsgesellschaft, Ulm 1988, ISBN 3-88294-130-8.
- Lotte Rosenbusch, Birnengrün. Kindheit in Tübingen 1924–1933, Tredition Verlag, Hamburg 2021, ISBN 978-3-347-36805-7.